# واي دا لكي ستيف
واي ذا لكي ستيف أو _واي (بالإنجليزية: _why)‏ كان حتى عام 2009 كاتب غزير الإنتاج، ورسام كاريكاتير، وموسيقي، ومبرمج ملحوظ بعمله مع لغة البرمجة روبي. كان يعرف باسم «أكثر المبرمجين غرابة، ولطفا» في العالم قبل أن يختفى فجأة من الرأي العام. جنبا إلى جنب مع يوكيهيرو ماتسوموتو ودافيد هاينماير هانسون، كان ينظر اليه على أنه شخصية رئيسية في مجتمع روبي. اسمه الحقيقي هو جوناثان جيليت.

## بعض أعماله

### كتبه
Why's (poignant) Guide to Ruby

### برامج
هاكيتي هاك برنامج مجاني لتعليم الأطفال لغة روبي

### مواقع
Try Ruby موقع تفاعلي لتعلم لغة روبي من خلال المتصفح.

### مكتبات
_واي هو مؤلف العديد من المكتبات البرمجية والتطبيقات مفتوحة المصدر واغلبها مكتوبة بلغة روبي.
- اطار عمل Camping بالهام من اطار عمل روبي أون ريلز مبنيا علي Markaby بحجم اقل من 4 كيلوبايت.
- Park Place «نسخة شبيه من Amazon S3 web service»
- Hpricot وهو محلل HTML
- Hobix
- Markaby
- MouseHole
- the RedCloth library
- the Sandbox
- Syck
- Shoes وهي مكتبات لتصميم واجهات الويب مشابهه لواجهات سطح المكتب
- unHoly
- potion
- bloopsaphone

## أعماله الفنية
قام بعمل رسومات كتاب The Ruby Programming Language وهو يقوم برسومات مؤتمر RubyKaigi أكبر مؤتمر روبي في اليابان.

## روابط خارجية
- واي دا لكي ستيف على موقع ميوزك برينز (الإنجليزية)